# 25962 Yifanli
25962 Yifanli è un asteroide della fascia principale. Scoperto nel 2001, presenta un'orbita caratterizzata da un semiasse maggiore pari a 2,5407517 UA e da un'eccentricità di 0,1391003, inclinata di 3,13724° rispetto all'eclittica.